# 五反田東映劇場
五反田東映劇場（ごたんだとうえいげきじょう）は、かつて存在した日本の映画館である。
正確な年代は不明であるが1910年代に東京府荏原郡大崎町（現在の東京都品川区西五反田）に開館した大崎館（おおさきかん）が源流である。1938年（昭和13年）6月に設立されたばかりの東横映画がこれを買収し、同年11月、同社の2館目の直営館東寶五反田映畫劇場（とうほうごたんだえいがげきじょう、新漢字表記東宝五反田映画劇場）として新装開館、東宝映画の封切館として稼働した。第二次世界大戦後は直ちに再建されて1946年（昭和21年）1月、五反田東横映画劇場（ごたんだとうよこえいがげきじょう）として開館する。1951年（昭和26年）4月1日、合併によって東映の直営館となり、五反田東映劇場と改称した。1977年（昭和52年）11月には改築して五反田TOEIシネマ（ごたんだとうえいシネマ）を併設・開館したが、1991年（平成3年）には閉館した。

## 沿革
- 1910年代 - 大崎館として開館[1][2][3][4][5][17]
- 1938年11月 - 東宝五反田映画劇場として開館[6][7][18]
- 1945年5月24日 - 空襲により全焼・閉館
- 1946年1月 - 再建して五反田東横映画劇場を開館[8][9][10]
- 1951年4月1日 - 東横映画が合併して東映を設立、五反田東映劇場と改称[10]
- 1976年 - 改築のため休館[13]
- 1977年11月 - 新築、五反田東映劇場のほかに五反田TOEIシネマを併設・開館[13][14][19]
- 1990年9月30日 - 五反田TOEIシネマが閉館[15][16][20]
- 1991年 - 五反田東映劇場が閉館[15][16][21]
- 2003年11月 - 跡地に居酒屋「東方見聞録 五反田西口店」（2009年11月に金の蔵Jr.五反田西口店に改称[22]）がオープン[23]。
- 2016年7月1日 - 金の蔵Jr.撤退後の跡地に「TGIフライデーズ五反田店」がオープン[24]。

## データ
- 所在地 : 東京都品川区西五反田1丁目28番2号[12][13][14][15]、マンション「ハイラーク五反田」1階[19][25][26][24]
  - 開館当時の東京府荏原郡大崎町大字下大崎字谷在家377番地[1][2][3][4]
  - その後の東京府東京市品川区五反田2丁目377番地[6][7]、戦後の東京都品川区五反田2丁目377番地[8][9][10][11]

北緯35度37分17秒 東経139度43分33秒 / 北緯35.62139度 東経139.72583度
- 経営 : 
  1. 新井與四郎 （大崎館） [2][3]
  2. 小林興行部 （大崎館）[4]
  3. 東横映画 （五島慶太、1938年[6][18] - 1951年[8][9]）
  4. 東映 （1951年[10] - 1991年[11][12][13][14][15][16]）
- 構造 : 
  1. 木造二階建 （1938年 - 1976年[8][9][10][11][12]）
  2. 鉄筋コンクリート造十階建うち一階 （1977年[14] - 1990年[15]）
- 観客定員数 : 390名（1926年[2] - 1929年[3]） ⇒ 520名（1930年[4]） ⇒ 481名（1941年[6] - 1943年[7]） ⇒ 550名（1951年[9]） ⇒ 486名（1955年[10]） ⇒ 600名（1961年[11]） ⇒ 384名（1967年[12] - 1975年）
  - 五反田東映劇場 : 285名 （1977年[14] - 1990年[15]）
  - 五反田TOEIシネマ : 120名 （1977年[14] - 1991年[15]）

## 概要

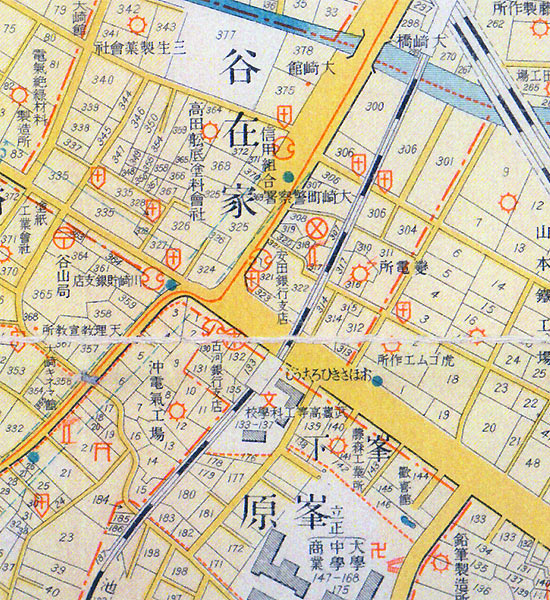
1925年（大正14年）前後の地図。所在地である谷在家377番地の隣地「378番地」に大崎館と記されている。

### 大崎館の時代
正確な年代は不明であるが、1910年代には東京府荏原郡大崎町大字下大崎字谷在家377番地（現在の東京都品川区西五反田1丁目28番2号）に大崎館として開館した。1916年（大正5年）11月14日、日応が同館において、日蓮正宗日蓮大聖会演説会を開催した記録が残っている。当初の経営者は、当時浅草公園六区に電気館・千代田館を経営していた新井與四郎（1863年 - 没年不詳）で、興行系統は日活であった。同地は、1911年（明治44年）10月15日に開業した官設鉄道の五反田駅の西側に位置し、駅との間には目黒川が流れ、山手通り（現在の東京都道317号環状六号線）沿い、大崎橋を渡った右手であった。1920年代の同駅近辺には、同館のほか、松竹キネマ・帝国キネマ演芸の作品を上映する大崎キネマ（のちの大崎松竹映画劇場、大崎町桐ヶ谷354番地、経営・飯島金蔵）、東亜キネマおよびマキノ・プロダクションの作品を上映する龜齢館（大崎町桐ヶ谷696番地、経営・杉浦重吉）の3館が存在した。池上電気鉄道（現在の東京急行電鉄池上線）が延伸し、1927年（昭和2年）10月9日には大崎広小路駅、1928年（昭和3年）6月17日には五反田駅が開業した。このころには、五反田館（のちの大崎大映劇場、谷山43番地、経営・磯崎興行部）が開館している。同年当時の同館の観客定員数は390名、支配人は梓澤音吉、興行系統は日活でその専門館として知られていた。
1920年代後半に発行された地図には、同館の所在地である「谷在家377番地」の隣地「378番地」に「大崎館」と記されており、同地図によれば「377番地」は、角地である「378番地」よりも広い（右地図）。同地図によれば、大崎キネマ（のちの大崎松竹映画劇場）は、同館の面する通りを大崎広小路を超えて南下した地点にあった。1930年（昭和5年）に発行された『日本映画事業総覧 昭和五年版』によれば、同館の観客定員数は520名と従来よりも130名分拡大しており、経営は小林喜三郎の小林興行部、支配人は青木寅治、興行系統は日活のままであった。
1932年（昭和7年）10月1日、荏原郡が東京市に編入、同館の所在する大崎町は品川区になった。『古川ロッパ昭和日記』には、1934年（昭和9年）10月17日に古川ロッパが「大崎館て小屋へアダヨ（新門の何とか）ザシで行く」との記述がある。同年10月1日、同館最寄りの大崎広小路駅・五反田駅がある池上電気鉄道が目黒蒲田電鉄に買収され、目黒蒲田電鉄池上線となったが、その4年後には、同社の専務取締役を務める五島慶太が社長になり、1938年（昭和13年）6月8日、東横映画が設立されている。東横映画の本社は、目黒蒲田電鉄・東京横浜電鉄と同一の渋谷区大和田町1番地に置かれた。
五島慶太は、同社設立に先立つ1936年（昭和11年）11月、渋谷に東横ニュース劇場（渋谷区上通り2丁目17番地）を新設、同社設立年（1938年）には大崎館の位置する品川区五反田2丁目377番地を買収し、同年11月には東宝五反田映画劇場として新築・開館した。

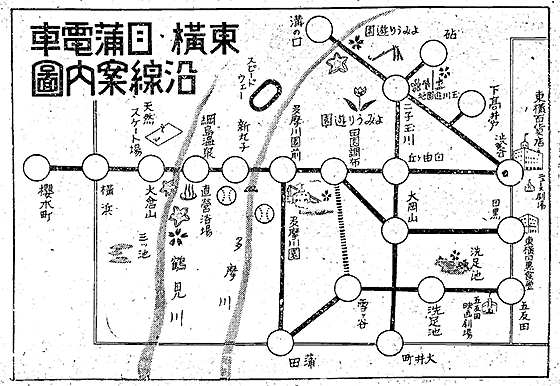
自社の路線案内図に「五反田映画劇場」として紹介された東宝五反田映画劇場（右下。『東横・目蒲電車沿線案内図』1938年）。

東横映画『こんな女に誰がした』（監督山本薩夫、配給大映、1949年7月4日公開）。

### 東横経営の時代
五島慶太が新築・開館した東宝五反田映画劇場は、東宝映画の封切館であった。東宝映画は、同館の新開館の1年前、1937年（昭和12年）9月10日に設立された新しい映画会社であった。同館が開館した1938年11月の東宝映画は、『虹に立つ丘』（監督大谷俊夫、同月3日公開）、『エノケンの大陸突進 後篇躍進また躍進の巻』（監督渡辺邦男、同日公開）、『ロッパのおとうちゃん』（監督斎藤寅次郎、同月9日公開）、『相馬の金さん』（監督稲葉蛟児、同月10日公開）、『吾亦紅 前篇』（監督阿部豊、同月20日公開）、『チョコレートと兵隊』（監督佐藤武、同月30日公開）を公開している。
1942年（昭和17年）には第二次世界大戦による戦時統制が敷かれ、日本におけるすべての映画が同年2月1日に設立された社団法人映画配給社の配給になり、すべての映画館が紅系・白系の2系統に組み入れられるが、同年発行の『映画年鑑 昭和十七年版』には、同館の興行系統については、紅系・白系の記載はなく「二番館」である旨の記述がある。同書によれば、同館の経営は五島慶太（東横映画）であり、支配人は伊藤松司、観客定員数は481名であった。大戦末期の1945年（昭和20年）5月24日、五反田地区を襲った空襲は、五反田駅の西側も東側も焼け野原にしており、同館は全焼・閉館を余儀なくされた。
空襲の爪痕深い五反田地区で、戦後間もない1946年（昭和21年）1月、五島慶太が同館を復興し、新たに五反田東横映画劇場として開館した。東横映画は、1947年（昭和22年）9月、京都の「大映第二撮影所」を賃貸して「東横映画撮影所」と改称、映画製作を開始する。同館は、同社の直営館として、同社の製作する映画の上映を開始したが、当時の東横映画は製作と興行のみの会社であって、東京映画配給が設立されるまでは、大映が東横作品の配給業務を行った。したがって、同館では、東横と大映の両作品を公開している。1949年（昭和24年）10月1日には東京映画配給が設立され、同館の興行系統は「東映系」（東京映画配給系の略）、つまり東横と太泉映画の両作品に変更された。当時の同館は、木造二階建で観客定員数は550名、支配人は戸田悦太郎であった。当時の五反田駅周辺には、東京セントラル劇場（のちの五反田日活劇場、五反田2丁目367番地、経営・東京国際興行、1950年6月開館）、五反田劇場（五反田1丁目261番地、経営・簱興行、1947年7月復興・開館）と同館の3館が復興していた。

### 五反田東映劇場の時代
1951年（昭和26年）4月1日、東横映画が合併して東映を設立、同館は五反田東映劇場と改称している。「東横映画撮影所」は東映京都撮影所、太泉映画スタジオは東映東京撮影所となり、同館は直営館として、同社の配給する映画を公開した。1952年（昭和27年）10月には五反田名画座（五反田1丁目260番地、経営・鈴木聰子）、1954年（昭和29年）8月には五反田オリンピア映画劇場（五反田1丁目152番地、経営・東洋興業）、1955年（昭和30年）12月27日には五反田大映劇場（五反田1丁目254番地、経営・大映興行）がそれぞれ開館し、同地区の映画館は6館に増えた。
1976年（昭和51年）には、改築のため休館に入ったが、このころには五反田地区の映画館は、同館のほか五反田名画座（経営・五反田名画座、支配人・種田直二）のみになっていた。1977年（昭和52年）11月、同敷地に全66戸のマンション「ハイラーク五反田」が竣工、同建物の1階に五反田東映劇場（観客定員数285名）、および五反田TOEIシネマ（観客定員数120名）を併設して開館した。アメリカ映画を中心とした洋画の名画座として機能した五反田TOEIシネマは、1980年代には無料のプログラム誌『しねまっぷ』を発行した。いっぽう、成人映画館になっていた五反田名画座は、1989年（平成元年）6月26日に閉館し、五反田地区には五反田東映劇場・五反田TOEIシネマの2館だけになってしまった。
1990年（平成2年）9月30日に五反田TOEIシネマが、次いで1991年（平成3年）には五反田東映劇場がそれぞれ閉館した。同2館の退去後、2013年（平成25年）7月時点のGoogle ストリートビューによれば「金の蔵Jr 五反田西口」が入居していたが、2019年（令和元年）6月現在は「TGIフライデーズ五反田店」となっている。